# Aguacatán

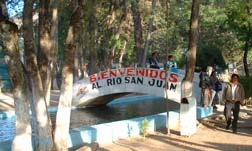

Aguacatán é uma cidade da Guatemala do departamento de Huehuetenango.